# Pentru un pumn de dolari
Pentru un pumn de dolari (1964, italiană: Per un pugno di dollari) este un film western spaghetti italian, regizat de Sergio Leone, fiind primul film din Trilogia Dolarilor. Pentru un pumn de dolari este o refacere a filmului Yojimbo (1961), regizat de Akira Kurosawa.

## Prezentare
E secolul al XIX-lea d.Cr. Un "gringo" (bărbat oarecare, mai ales necunoscut), în căutare de lucru, poreclit de oamenii unei localități de la hotarul americano-mexican "Joe" (probabil pe teritoriul New Mexico), se oferă să-i scape de tirania a două grupări mafiote (una din ele ocupându-se cu contrabanda cu băuturi alcoolice, alta cu arme de foc), după ce-a fost umilit la intrarea în localitate. Ocazia cea mare i se ivește când un detașament de soldați mexicani, care escorta un cufăr cu galbeni la hotar pentru a se întâlni cu grănicerii americani, a fost atras într-o capcană și decimat. Acest tip dur, isteț, calm și îndemânatic cu pistolul e nevoit să fie duplicitar, folosindu-se de dușmănia de moarte pe care o nutresc ambele grupări infracționale una față de alta, pentru a-i elimina. În plus, o tragedie din trecutul lui îl obligă să salveze o femeie răpită și folosită de una din grupări, deznădăjduită că nu s-ar mai putea întoarce la familia ei.     

## Distribuție
- Clint Eastwood ca Joe, Străinul ("Omul fără nume")
- Gian Maria Volonté (menționat sub pseudonimul "Johnny Wels") ca Ramón Rojo
- Marianne Koch ca Marisol
- José Calvo (menționat sub pseudonimul "Jose Calvo") ca Silvanito, proprietarul hanului
- Joseph Egger (menționat sub pseudonimul "Joe Edger") ca Piripero, cioclul
- Antonio Prieto ca Don Miguel Benito Rojo
- Sieghardt Rupp (menționat sub pseudonimul "S. Rupp") ca Esteban Rojo
- Wolfgang Lukschy (menționat sub pseudonimul "W. Lukschy") ca Șerif John Baxter
- Margarita Lozano (menționată sub pseudonimul "Margherita Lozano") ca Doña Consuelo Baxter
- Bruno Carotenuto (menționat sub pseudonimul "Carol Brown") ca Antonio Baxter
- Daniel Martín ca Julián
- Mario Brega (menționat sub pseudonimul "Richard Stuyvesant") ca Chico, membru al bandei lui Rojo
- Benito Stefanelli (menționat sub pseudonimul "Benny Reeves") ca Rubio, pușcașul lui Ramón
- Aldo Sambrell (menționat sub pseudonimul "Aldo Sambreli") ca Manolo, membru al bandei lui Rojo
- Lorenzo Robledo: membru al grupării Baxter

Un poster

## Vezi și
- Pentru câțiva dolari în plus (al doilea film din trilogie)
- Cel bun, cel rău, cel urât (al treilea film din trilogie)
- Listă de filme străine până în 1989
- „Pentru un pumn de date”